# Nyctophilus walkeri
Nyctophilus walkeri é uma espécie de morcego da família Vespertilionidae. Endêmica da Austrália, onde pode ser encontrada na região norte da Austrália Ocidental, norte do Território do Norte e em Lawn Hill Gorge, Queensland.